# Coelioxys weinlandi
Coelioxys weinlandi là một loài Hymenoptera trong họ Megachilidae. Loài này được Schulz mô tả khoa học năm 1904.

## Hình ảnh

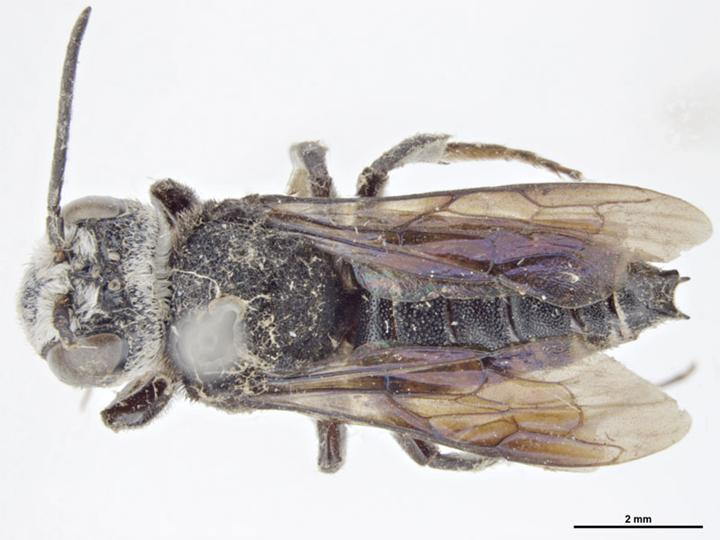